# Diamaré
Departament Diamaré – departament w Regionie Dalekiej Północy w Kamerunie ze stolicą w Maroua. Na powierzchni 4 665 km² żyje około 566,9 tys. mieszkańców.